# Jagellonská gotika
Jagellonská lépe než vladislavská gotika se označuje třetí, závěrečné období gotického umění a rané humanistické kultury v českých zemích, zhruba od poslední čtvrtiny 15. století do 1. třetiny 16. století. Nejvýrazněji se projevuje v umění výtvarném.
Za vlády Vladislava II. Jagellonského se obnovily těžba a zpracování stříbra v Kutné Hoře, ve velkém objemu pod vedením rodu Thurzů pokračovala těžba zlata a stříbra ve Slovenském rudohoří s centrem při mincovně v Kremnici, za vlády Ludvíka Jagellonského byla zahájena těžba a zpracování stříbra na panství Šliků v Jáchymově a založena tamní mincovna. Královská komora tak získávala finanční prostředky, a prostřednictvím dvorské kanceláře zorganizovala důstojnou reprezentaci jagellonské dynastie v jejím novém sídelním městě Praze a na královských hradech v Čechách, především na Křivoklátě.

## Architektura
Charakteristické je sjednocení chrámového prostoru z dosavadní baziliky na síňový prostor, vhodný pro kázání. Objevily se složité klenební vzorce, klenby hvězdové, síťové, sklípkové čili diamantové. Žebra jsou často naturalisticky tvarována jako sukovité či přetínané větve, jindy vytvářejí plynulé rytmické obrazce.
Král Vladislav prostřednictvím své dvorské kanceláře, především zásluhou Bohuslava Hasištejnského z Lobkovic spíše než Zdeňka Lva z Rožmitálu, nejdříve zahájil stavební úpravy hradu Křivoklátu a jeho hradní kaple. K nim povolal prvního královského architekta Hanuše Spiesse z Frankfurtu (1450–1511), který tesal také tzv. Vladislavovu ložnici a stylově výraznou královskou oratoř pražské katedrály sv. Víta a stál v čele královské huti i pražského cechu kameníků. Podílel se také na přestavbě kostela sv. Karla Velikého v Praze na Karlově.
Teprve roku 1485 král Vladislav Jagellonský definitivně opustil staroměstský Králův dvůr, vybudovaný Václavem IV. a sdílený také Jiříkem z Poděbrad. Vladislav zahájil reprezentační přestavbu Pražského hradu, který byl jednak poničen válkami, ale již předtím, po smrti Karla IV. přestal sloužit jako panovnické sídlo.

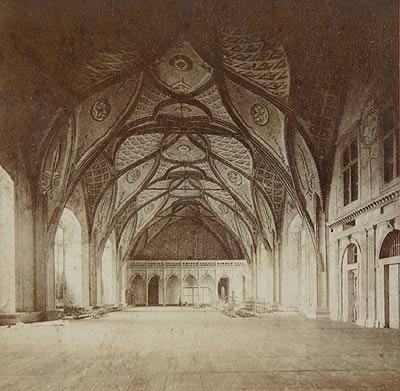
Vladislavský sál roku 1870

Královská dvorská kancelář roku 1489) ze Saska povolala saského stavitele Benedikta Rieda z Piestingu, zvaného Rejt, (narozen 1454, zemřel 1536 Louny). Byl původně fortifikační stavitel, stavěl například v hornosaském Annabergu. Začal s přestavbou opevnění Pražského hradu a dále vytvořil jedinečný Vladislavský sál, tehdy největší klenutý prostor bez podpůrných sloupů ve střední Evropě. Vedle královských zakázek Ried pracoval také na přestavbách některých hradů královských úředníků, především Švihova a Blatné. Oba hrady získaly důmyslná opevnění kombinovaná s vodními příkopy, aby lépe odolaly zdokonalující se dělostřelbě.
Ried byl za své dílo povýšen do šlechtického stavu, od roku 1502 titulován nobilis Benedictus, lapicida domini regis).

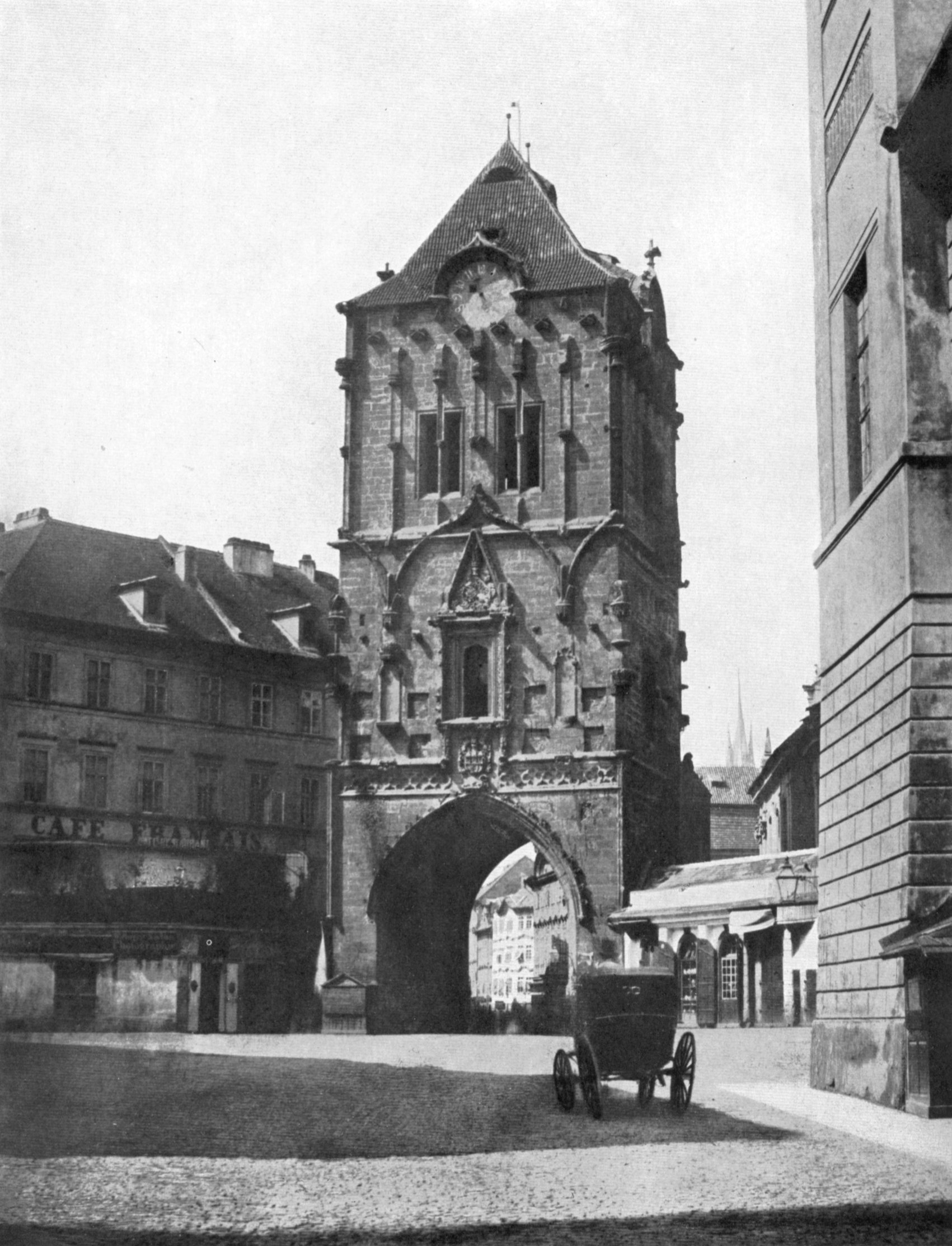
Prašná brána v roce 1856 před regotizací, na fotografii Andrease Grolla

Další monumentální stavbou, jejíž původní parléřovský projekt pozměnili stavitelé Matyáš Rejsek v letech 1489–1499 a po něm od roku 1512 Benedikt Ried z pětilodí na trojlodí, byl chrám sv. Barbory v Kutné Hoře. Projektu a výzdoby vysokého chóru se Rejsek ujal jako druhý ředitel stavby po Mistrech Hanušovi a Gauskovi. Předtím je znám jako bakalář školy Týnské, laik, který dva roky praktikoval v cechu kameníků, než se stal projektantem a kameníkem pražské Prašné brány a autorem dostavby Týnského chrámu. V roce 1504 vystavěl stavení Kamenné kašny v Kutné Hoře a dále dvě kamenné kazatelny, v chrámu sv. Vavřince na Kaňku v Kutné Hoře, a v kostele sv. Bartoloměje v Rakovníku.
Zvýšený stavební ruch se projevil v mnoha městech, zejména královských, kde se dostavovaly hradby, stavěly či přestavovaly děkanské kostely (například Rakovník, Mělník Louny), Ústí nad Labem. Rozsahem největší byl projekt děkanského kostela Nanebevzetí Panny Marie v Mostě od Jakuba Heilmanna ze Schweinfurtu.
Stále bohatnoucí města se reprezentovala úpravou staré nebo stavbou nové radnice. Tak například průčelí radnice v Brně roku 1511 vyzdobil sochař Anton Pilgram, který byl také činný na dnes již zbořené Židovské bráně, a na dómu sv. Štěpána ve Vídni. Radnici v Táboře) v letech 1523–24 obohatil o kamenickou výzdobu s figurkami Jana Husa, Jeronýma Pražského a Jana Žižky Wendel Roskopf, činný rovněž v Praze.
Staví se četné měšťanské domy (například Praha, Kutná Hora, Telč či Slavonice). Jejich pozdně gotický sloh označujeme jagellonská gotika, protože se stavěly i po Vladislavově smrti. Gotika zejména v chrámovém umění dlouho přetrvává. Mísí se v ní tvarosloví a prvky gotiky s renesancí.

## Sochařství
Sochařská a malířská díla tohoto období jsou charakteristická na jedné straně snahou zachytit realitu pozorovanou v přírodě, portrétní věrnost, a na druhé straně gotickým lyrismem a patetikou.
Sochaři navazovali na tradice předhusitského výtvarného umění, zejména Parléřovy huti, a dále rozvíjeli nové stylové podněty, zejména Nicolause Gerhaerta a nizozemsko-burgundské gotiky.
K nejvýznamnějším kamenosochařům a řezbářům patřil Honzlis, zvaný Monogramista IP, dále severočeský či hornosaský mistr Ulrich Creutz, který vytvořil řezby naturalistických krucifixů v Praze, Mostě a náhrobek Jana Hasištejnského z Lobkovic, kamenosochař Wendel Roskopf ze Zhořelce, činný v Praze i na radnici v Táboře, a mistr Anton Pilgram, kamenosochař i řezbář, působící v Brně a v huti Svatoštěpánského dómu ve Vídni.

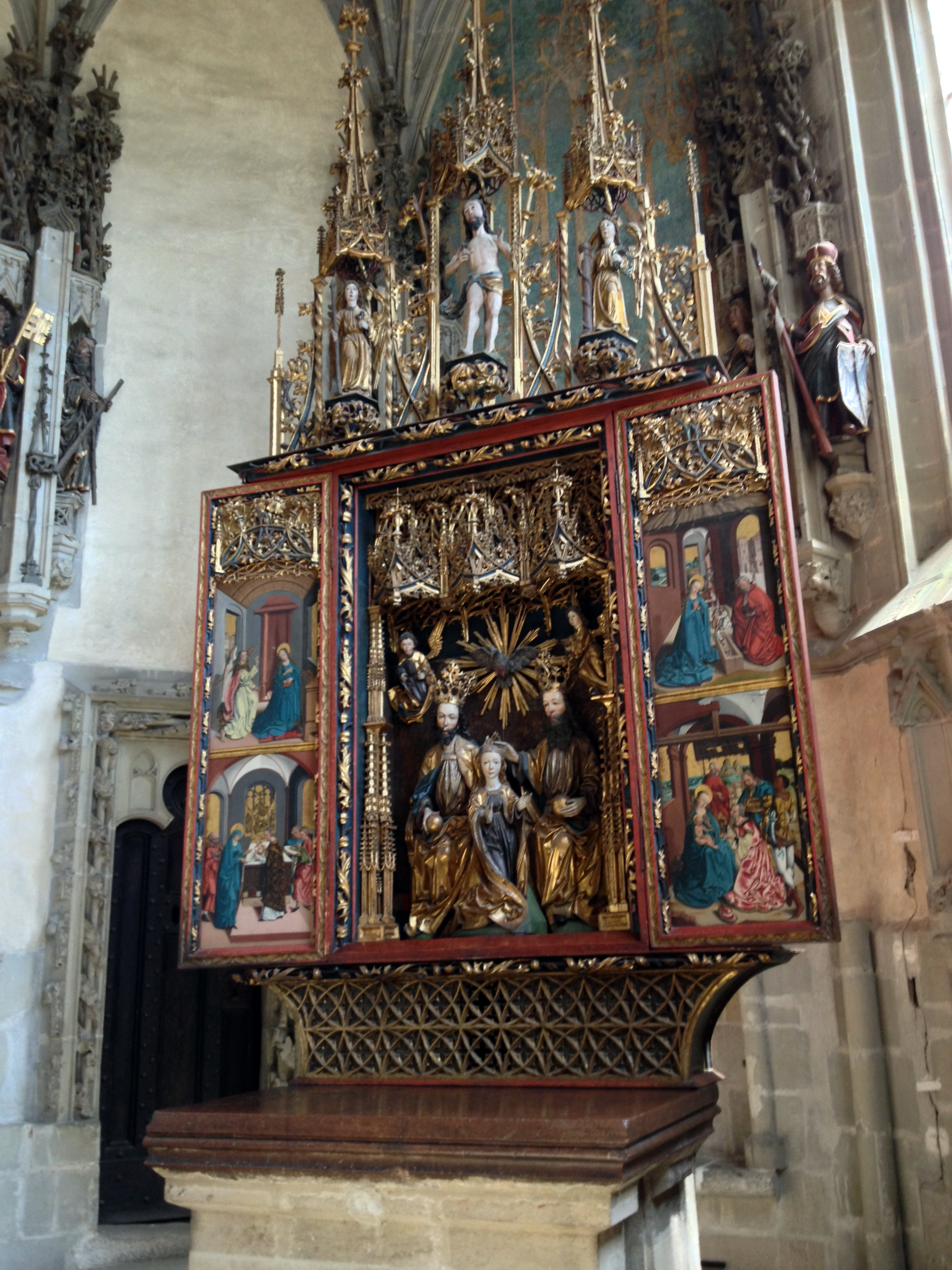
Oltářní retábl, Křivoklát

Řezbáři byli autory monumentálních oltářních arch mnoha kostelů a kaplí. Nejvýznamnější oltář raného jagellonského řezbářství vytvořil anonym zvaný Mistr Křivoklátského oltáře, trojdílná archa s českými patrony je polychromovaná a dochovala se na původním místě v kapli královského hradu Křivoklátu. Další archy vznikly například pro kapli Vlašského dvora v Kutné Hoře, pro kapli hradu Zvíkov (tzv. Zvíkovské Oplakávání Krista, dnes vystavené v Alšově jihočeské galerii na Hluboké).
Oblíbené bylo téma smrti, zpodobené kostlivcem či tělem objednavatele v posmrtném rozkladu s atributy pomíjivosti (vanitas vanitatum). Představuje je např. Šlikův epitaf s Kristem a kostlivcem z kostela v Praze na Zlíchově, dnes vystavený v Národní galerii v Praze, v kamenosochařství tzv. Brigita, stojící figura ženy-kostlivce z kláštera sv. Jiří na Pražském hradě nebo již zmíněný náhrobek Jana Hasištejnského z Lobkovic.
Dvojice dřevěných oltářů Monogramisty I.P., a to Křtu Kristova v Týnském chrámu v Praze, a Sv. Anny Samotřetí v kapli hradu v Jindřichově Hradci prezentuje pro pozdní řezbářství typické přírodní dřevo bez barevné polychromie, s povrchem upraveným pouze voskováním.

## Malířství
Monumentální malířství se znovu plně prosadilo nástěnnými malbami církevních i hradních prostor, stejně jako deskovou či knižní malbou. K nejvýznamnějším malířům této doby patřili Mistr Křivoklátského oltáře, Šimon Láb, Mistr Litoměřického oltáře, či královští portrétisté jako Hans Krell. Málokdy je mistr znám z písemných pramenů a současně se zachovalo nějaké dílo, na němž by zanechal svou signaturu i letopočet vzniku malby. K těm výjimečným příkladům mistrů náležel Hanuš Elfeldar, který roku 1515 vymaloval desku s motivem Poslední večeře Páně pro kutnohorský chrám sv. Jakuba.
Mezi iluminátory knih vynikli Jan Mikus, Janíček Zmilelý z Písku nebo Valentin Noh z Jindřichova Hradce. K nejvýznamnějším zakázkám patřily graduály literátských bratrstev. Kvalitou celostranných iluminací vyniká například Kutnohorský graduál od Mistra Matouše s vymalovanou scénou dobývání a zpracování stříbrné rudy z doby kolem roku 1490, nebo Graduál litoměřický s vyobrazením Upálení Mistra Jana Husa.
Z nástěnných maleb světských staveb patří k nejzajímavějším malba Zelené světnice na hradě Blatná a malba hradu v Žirovnici. Mezi chrámovými interiéry vyniká rozsahem i výtvarným pojetím malba Svatováclavského cyklu v kapli sv. Václava pražské katedrály sv. Víta z doby kolem roku 1507. Jejím autorem byl vůdčí malíř tohoto období, anonym zvaný Mistr Litoměřického oltáře. Vyškolil se pravděpodobně v Podunají a severní Itálii, z jeho díla se dochovala také desková malba, a to Litoměřický oltář z doby po roce 1500).
V chrámu sv. Barbory v Kutné Hoře jsou pozoruhodné fragmenty nástěnných maleb pregéřů a výzdoba Smíškovské kaple s portrétem objednavatele se syny.

## Umělecká řemesla
Významnou roli dvorského umění hrála luxusní umělecká řemesla pracující s drahými kovy a drahokamy jako zlatnictví, glyptika. Silně se rozvíjelo kovolitectví, zahrnující jak konvářství tak zvonařství, nebo pasířství.
Dále stála skupina textilních řemesel: tkalcovství hedvábných vzorovaných látek protkávaných zlatem či stříbrem (zlatohlav), tkalcovství vzorovaného hedvábného sametu, soukenická výroba vlněných látek (sukno), nebo vyšívačství čili krumpéřství. Tapiserie čili gobelíny se do českých zemí importovaly z Francie nebo Nizozemí.
Ze zlatnických prací královského mecenátu Vladislava Jagellonského stojí za zmínku trojice relikviářových byst sv. Václava, Vojtěcha a Víta ze zlaceného stříbra, která byla zhotovena mezi lety 1484–1497 jako schránky na lebky "Českých dědiců" a patronů pražské katedrály a vystavována na tamním hlavním oltáři.
Neméně významná byla řemesla profitující výrobou v pecích z přírodních surovin hlíny, dřeva a popela, a to hrnčířství a sklářství.
Hrnčířství bylo spojeno s kamnářstvím. S rozvojem renesančního blahobytu se pojilo zdokonalování vytápění obytných místností. K umělecky nejvýznamnějším hrnčířským pracím patřila výroba komorových kachlů a stavba kachlových kamen, zpravidla v architektonickém tvaru hradu či paláce s prořezávanými plaménkovými kružbami ve výklenkových kachlech-oknech a s vyloženou římsou v podobě cimbuří.
Kachle byly často barevně glazované, nejprve tmavě zelenou polevou, po roce 1520 převažuje pestrobarevná fajáns.
Reliéfní výzdoba kachlů zahrnuje nejrůznější témata náboženská (pro reformaci jsou typické starozákonní motivy proroků, souboj Davida s Goliášem nebo Hérakla s nemejským lvem)), heraldické znaky objednavatele nebo český královský znak, iniciály krále "W" nebo "L", portrétní kachle s králem a královnou, ale i pracovní či satirické náměty, jako je hlava kardinála, vzhůru nohama představující ďábla, nebo vlk spřádající vlnu.

## Grafika a knihtisk
Od 50. let 15. století se z Německa, zejména z Porýní a Norimberka do Čech šířily první grafické listy, jednak dřevořezy (tzv. šrotové tisky) a dále mědirytiny, někdy ručně kolorované. Vůdčím mistrem byl Martin Schongauer, jehož předlohy se v Čechách kopírovaly nejvíce. K prvním jménem známým domácím rytcům patřil zlatník Václav z Olomouce, který své rytiny signoval "W".
První tištěné knihy se dovážely ponejvíce z Norimberka, Mohuče a z Lipska. Teprve v době Vladislava Jagellonského se v Čechách rozvinul knihtisk, nejdříve s tiskárnami v Plzni, Praze a Mladé Boleslavi. Za nejstarší tištěnou knihu se považuje Kronika trojánská – prozaické dílo staročeské zábavné literatury s tématem dobytí Tróje. Byla vytištěna v Plzni po roce 1476, stejně jako Lucidář, vytištěný v tiskárně Mikuláše Bakaláře, (činného v letech 1498–1513).
K nejvýznamnějším tiskům s ilustracemi patřila Bible pražská, vydaná sdružením čtyř staroměstských měšťanů roku 1488 či Passionál z roku 1480.
Dosud je známo čtyřicet prvotisků (latinsky inkunabule), což jsou knihy vytištěné do roku 1500. Z nich pouze pět bylo tištěno latinsky, ostatní byly tištěny v českém jazyce. Do roku 1526 vydávalo české knihy 11 známých tiskařů. Tiskem začínaly vycházet i různé manifesty a knihy významných reformátorů, např. Jana Husa.